# London Jazz Festival
Il London Jazz Festival in associazione con BBC Radio 3 è una manifestazione musicale dedicata alla musica Jazz che si tiene a Londra ogni mese di novembre.

## Storia
Negli anni settanta viene aggiunta al già esistente Camden Festival di Londra una settimana dedicata al Jazz.
Presto denominata 'Camden Jazz Weeks' la manifestazione si espande sempre di più ed i concerti cominciano a tenersi anche in altre sedi quali Roundhouse, Shaw Theatre, Logan Hall, Bloomsbury Theatre e London Forum.
Nei primi anni novanta, nonostante la scomparsa del Camden Festival, il distretto londinese continua ad organizzare la settimana del Jazz, ma è solamente con l'avvento a livello organizzativo del London Arts Board che il festival si espande in tutta la città di Londra.
Attualmente le locazioni del festival sono numerose ed includono grosse sale da concerto come il Barbican Centre a la Royal Festival Hall così come piccoli Jazz Club quali il Ronnie Scott's ed il Vortex Jazz Club